# Dangerously in Love
《Dangerously in Love》는 미국의 알앤비 가수 비욘세의 첫 데뷔 솔로 앨범이다. 컬럼비아 레코드를 통해 2003년 6월 20일에 발매되었다. 이 앨범의 녹음은 데스티니스 차일드 앨범의 작업과 함께 변동해 2002년 중반부터 2003년 3월까지 녹음했다. 앨범의 수록곡들을 알앤비와 소울에서 영감을 얻은 업템포와 발라드 노래들이 주류를 이루었고 힙합 및 아랍풍의 다양한 장르의 노래들도 실렸다. 또한 앨범의 수록곡들을 통해 음악계의 거물 제이-지와 친밀한 관계임을 암시했다.
Dangerously in Love는 비욘세가 솔로 가수로써 성공하게 해준 앨범으로, 음반 업계에서도 앨범이 잘 팔리는 가수 중 하나로 알려지게되었다. 앨범은 세계적으로 성공을 거둬 오스트레일리아, 영국, 미국에서 멀티 플래티넘 인증을 받았다. 미국에서 발매 첫 주 317,000만 장을 팔아 빌보드 200 1위로 데뷔했다. Dangerously in Love는 많은 평가 위원들로부터 좋은 평가를 받았고, 이 앨범을 통해 그래미 상에서 다섯 개의 부문에서 수상을 했다.

## 상업적 성과
Dangerously in Love는 미국에서 발매 첫 주 317,000만 장을 팔았다고 닐슨 사운드스캔은 발표했고 빌보드 200 1위로 데뷔했다. 2001년 발매한 데스티니 차일드의 데뷔 앨범 Survivor이 첫 주 663,000만 장의 기록을 깨지는 못했지만, 데스티니 차일드 멤버들의 솔로 앨범 켈리 롤랜드 Simply Deep(77,000만 장), 윌리엄의 Heart to Yours (17,000만 장)에 비해 훨씬 높은 판매량을 기록했다. 얼마 후, 미국 음반 산업 협회(RIAA)에서 네 개의 플래티넘 인증을 했다. Dangerously in Love는 비욘세의 앨범 중 가장 높은 판매량을 기록한 앨범이고, 2009년 6월까지 미국에서만 4,688,000만 장의 판매고를 올렸다.
Dangerously in Love는 국제적으로도 성공을 거뒀는데, 2003년 7월 13일 "Crazy in Love"가 1위를 하고 있을 당시 앨범도 1위를 차지해 미국과 영국 싱글, 앨범 차트 1위를 차지한 첫 여성 가수가 되었고, 전체 중에선 다섯 번째 일이다. 영국에서는 1,150,000만 장 이상을 팔아 영국 음반 산업 협회로부터 더블 플래티넘 인증을 받았다. Dangerously in Love는 2003년 영국에서 열네 번째로 많이 판 앨범이였다. 오스트레일리아에서는 70,000만 이상을 팔아 플래티넘 인증을 받았다. 이는 그해 51번째로 많이 판 앨범이였고, 2004년에는 74번째로 많이 판 앨범이였다. 앨범은 현재까지 세계적으로 11,000,000만 장 정도 팔아치웠다.

## 수록곡
1. "Crazy in Love" (featuring Jay-Z) - 3:56
2. "Naughty girl" – 3:29
3. "Baby boy" (featuring Sean Paul) – 4:04
4. "Hip-hop star" (featuring Big Boi and Sleepy Brown) – 3:43
5. "Be with you" – 4:20
6. "Me, myself and I" – 5:01
7. "Yes" – 4:19
8. "Signs" (featuring Missy Elliott) – 4:59
9. "Speechless" – 6:00
10. "That's how you like it" (featuring Jay-Z) – 3:40
11. "The Closer I Get to You" (duet z Luther Vandross) – 4:57
12. "Dangerously in Love 2" – 4:54
13. "Beyoncé interlude" – 0:16
14. "Gift from Virgo"– 2:46
15. "Work it out" – 4:06
16. "'03 Bonnie & Clyde" – 3:26
Ukryte piosenki
17. "Daddy" – 4:57

## 차트 및 인증
| 차트 (2003–04)              | 최고 순위 |
| --------------------------- | --------- |
| 오스트레일리아 앨범 차트    | 2         |
| 오스트리아 앨범 차트        | 3         |
| 벨기에 앨범 차트 (플랜더스) | 3         |
| 벨기에 앨범 차트 (왈로니아) | 13        |
| 캐나디안 앨범 차트          | 1         |
| 덴마크 앨범 차트            | 5         |
| 네덜란드 앨범 차트          | 4         |
| 유러피안 탑 100 앨범        | 1         |
| 핀란드 앨범 차트            | 6         |
| 프랑스 앨범 차트            | 14        |
| 독일 앨범 차트              | 1         |
| 그리스 국제 앨범 차트       | 1         |
| 헝가리 앨범 차트            | 18        |
| 아일랜드 앨범 차트          | 1         |
| 이탈리아 앨범 차트          | 16        |
| 일본 오리콘 앨범 차트       | 12        |
| 뉴질랜드 앨범 차트          | 8         |
| 노르웨이 앨범 차트          | 1         |
| 폴란드 앨범 차트            | 18        |
| 포르투갈 앨범 차트          | 16        |
| 스웨덴 앨범 차트            | 11        |
| 스위스 앨범 차트            | 2         |
| 영국 음반 차트              | 1         |
| 미국 빌보드 200             | 1         |
| 미국 탑 알앤비/힙합 앨범    | 1         |

| 국가           | 인증        |
| -------------- | ----------- |
| 아르헨티나     | 골드        |
| 오스트레일리아 | 플래티넘    |
| 오스트리아     | 골드        |
| 벨기에         | 골드        |
| 캐나다         | 플래티넘    |
| 유럽           | 플래티넘    |
| 프랑스         | 2× 골드     |
| 독일           | 플래티넘    |
| 그리스         | 골드        |
| 홍콩           | 골드        |
| 일본           | 골드        |
| 네덜란드       | 골드        |
| 뉴질랜드       | 플래티넘    |
| 노르웨이       | 골드        |
| 러시아         | 플래티넘    |
| 스웨덴         | 골드        |
| 스위스         | 플래티넘    |
| 영국           | 2× 플래티넘 |
| 미국           | 4× 플래티넘 |

| 차트 (2003)                 | 순위 |
| --------------------------- | ---- |
| 오스트레일리아 앨범 차트    | 51   |
| 벨기에 앨범 차트 (플랜더스) | 39   |
| 핀란드 앨범 차트            | 38   |
| 프랑스 앨범 차트            | 73   |
| 헝가리 앨범 차트            | 87   |
| 이탈리아 앨범 차트          | 10   |
| 뉴질랜드 앨범 차트          | 36   |
| 스웨덴 앨범 차트            | 66   |
| 스위스 앨범 차트            | 13   |
| 영국 음반 차트              | 14   |
| 미국 빌보드 200             | 19   |
| 세계                        | 5    |

| 차트 (2000–09)  | 순위 |
| --------------- | ---- |
| 미국 빌보드 200 | 59   |

### 싱글
| 연도                                           | 싱글               | 최고 차트 순위 | 최고 차트 순위 | 최고 차트 순위 | 최고 차트 순위 | 최고 차트 순위 | 최고 차트 순위 | 최고 차트 순위 | 최고 차트 순위 | 최고 차트 순위 | 최고 차트 순위 | 인증                                                            |
| 연도                                           | 싱글               | 미국           | 미국 클럽      | 호주           | 오스트리아     | 캐나다         | 프랑스         | 독일           | 뉴질랜드       | 스위스         | 영국           | 인증                                                            |
| ---------------------------------------------- | ------------------ | -------------- | -------------- | -------------- | -------------- | -------------- | -------------- | -------------- | -------------- | -------------- | -------------- | --------------------------------------------------------------- |
| 2003                                           | "Crazy in Love"    | 1              | 1              | 2              | 8              | 2              | 21             | 6              | 2              | 3              | 1              | - 호주: 플래티넘 - 뉴질랜드: 플래티넘 - 미국: 골드 - 영국: 실버 |
| 2003                                           | "Baby Boy"         | 1              | 2              | 3              | 18             | —              | 8              | —              | 2              | 5              | 2              | - 호주: 플래티넘 - 미국: 플래티넘                               |
| 2003                                           | "Me, Myself and I" | 4              | 3              | 11             | 51             | 7              | —              | 35             | 18             | 41             | 11             | - 미국: 골드                                                    |
| 2004                                           | "Naughty Girl"     | 3              | 1              | 9              | 29             | 2              | 18             | 16             | 6              | 18             | 10             | - 호주: 골드 - 뉴질랜드: 골드 - 미국: 골드                      |
| "—"는 차트에 진입하지 않았거나, 발매되지 않음. |                    |                |                |                |                |                |                |                |                |                |                |                                                                 |

## 노트
1. ↑  트랙 4, 10
2. ↑  트랙 11
3. ↑  트랙 9
4. ↑  트랙 1, 5, 8
5. ↑  트랙 3, 5, 8, 11
6. ↑  트랙 7
7. ↑  트랙 9, 14
8. ↑  트랙 4
9. ↑  트랙 2, 3, 6, 7, 9, 13
10. 1 2  트랙 12